# Museu da Finlândia Central
O Museu da Finlândia Central (em finlandês: museo Keski-Suomen) é um museu localizado em Jyväskylä, na Finlândia. O edifício do museu foi projetado por Alvar Aalto.

## História
O museu de história cultural é um museu regional e municipal. Ele também fornece pesquisa, conservação e educação. O museu também administra outros lugares como a casa de artistas Heiska, o museu Pienmäki de Hankasalmi, o Museu de Artesanato da Finlândia Central, Museu do Liceu de Jyväskylä, o Museu de Artesanato de Vaajakoski em Niitynpää e em cooperação no antigo Tribunal de Toivola. O museu também é responsável pela capela funerária de Carl Christian Rosenbröijer e a oficina de barcos de Nojosniemi.

## Arquitetura e coleções

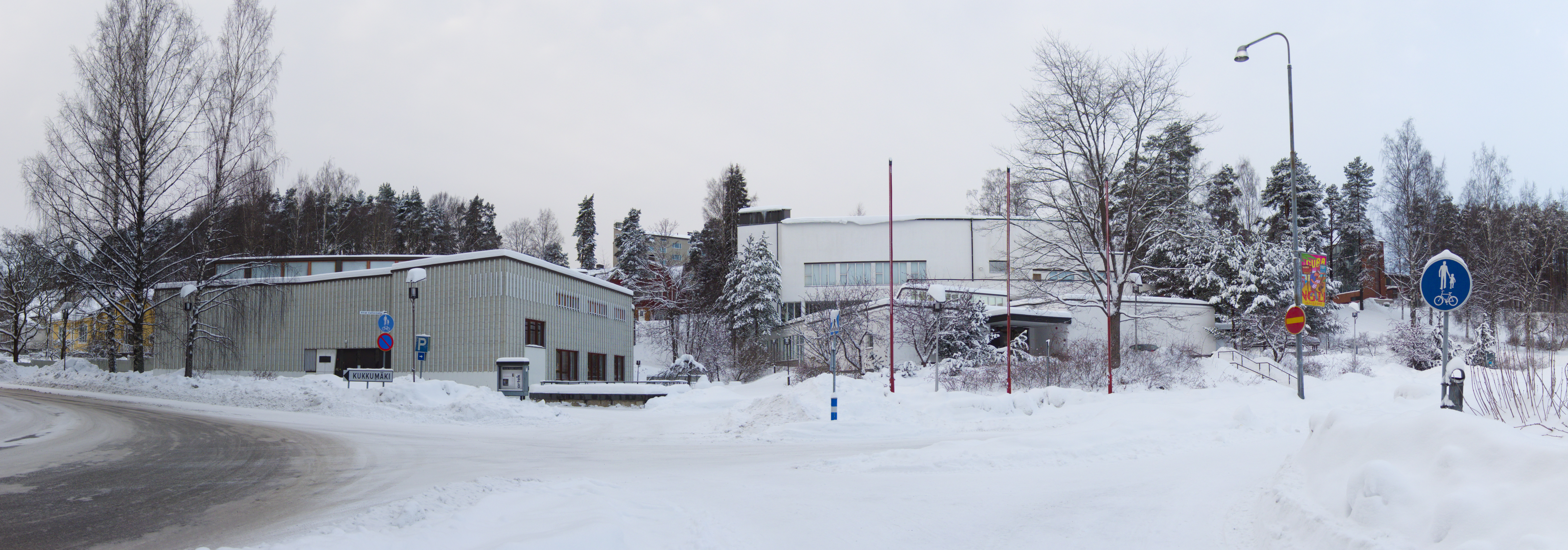
Museu Alvar Aalto e Museu da Finlândia Central em Jyväskylä, Finlândia.

O próprio edifício do museu é uma razão para visitar. Este edifício desenhado por Alvar Aalto e construído em 1961, está localizado na rua Alvar Aalto Ruusupuisto, no parque Älylä.
As coleções permanentes são a exposição Jyväskylä e a exposição da Finlândia Central.
O Museu da Finlândia Central fica ao lado do Museu de Alvar Aalto.